# كنور
كنور (بالإنجليزية: Knorr)‏ هي علامة تجارية للأطعمة والمشروبات والمواد الغذائية تابعة لشركة يونيليفر البريطانية الهولندية منذ عام 2000. مقرها الرئيسي في ألمانيا، وتصنع منتجاتها في العديد من الدول حول العالم مثل الهند، وباكستان، وفي كل من إندونيسيا وهولندا حيث تباع تحت اسم رويكو، وفي كل من أستراليا ونيوزيلندا حيث تباع باسم كونتيننتال.
تتضمن منتجات كنور الحساء المجفف، وخلطات الوجبات، ومكعبات المرقة، والبهارات.

## التاريخ
تعتبر كنور أكثر العلامات التجارية التي تمتلكها شركة يونيليفر مبيعًا، حيث تحقق بعد دمج المنتجات التجارية التي كانت تباع سابقًا تحت علامة ليبتون التجارية ضمن خط إنتاجها مبيعات تقدر بنحو 3 مليارات يورو سنويًا.
تأسست شركة كنور عام 1838 على يد رجل الأعمال الألماني كارل هاينريش ثيودور كنور ويقع مقرها الرئيسي في مدينة هايلبرون بألمانيا. بدأ كارل هاينرش كنور محاولة تجفيف الخضروات والتوابل للحفاظ على الأغذية وإبقاءها محتفظة بمذاقها، وأنتجت شركته الحساء المجفف لأول مرة في عام 1873، ثم قدم أول مكعب مرقة من منتجات كنور في عام 1912 والذي كان مصنوع غالبًا من الخضروات واللحوم والأسماك. انتشرت منتجات شركته في أنحاء أوروبا، وفي عام 1957 كانت منتجات الشركة الرئيسية تباع في ثمان دول. وبحلول عام 2000 أصبحت منتجات الشركة تباع فيما يقرب من 90 دولة حول العالم. تنتشر الآن منتجات كنور في جميع أنحاء العالم. وتتنوع منتجاتها لتشمل التوابل، ومختلف أنواع المرقات مثل مرقة الدجاج، ومرقة لحم الابقار، ومرقة الخضروات، ومنتجات تحضير الحساء الجاف، وأنواع مختلفة من الصلصات مثل صلصة الطماطم، وصلصة الفلفل الحلو التايلاندية، وصلصة الشواء، والصلصة الهولندية.

## حول العالم
في اليابان، تمتلك شركة أجنموتو علامة كنور التجارية.
في المملكة المتحدة، تشتهر العلامة التجارية ارتباطها بشيف المطاعم ماركو بيير وايت.
في سويسرا، تُعرف الشخصية الصغيرة الشبيهة بالمهرج الأحمر على العبوات باسم "كنورلي" وتم استخدامها لأول مرة كتميمة للعلامة التجارية في عام 1948.
تنتج شركة إسرائيلية مقرها في حيفا، إسرائيل إيديبل برودكتس، حساءً كوشيرًا لصالح كنور يتم بيعه في إسرائيل والولايات المتحدة.

## وصلات خارجية
- الموقع الرسمي لكنور

- موقع كنور الرسمي في اسرائيل